# Club Sengoku
Club Sengoku（クラブセンゴク）は、戦国魂のメンバーである演出家・ツツミヒロユキが中心となり開催しているトークライブである。2008年6月28日「戦国魂トークライブ2008 ～本能寺の変黒幕説～」としてスタートし、翌年より改題。

## 内容
日本の戦国時代をテーマに、歴史の研究家、評論家、作家、漫画家、甲冑武者といった様々なジャンルのゲストを招いて、映像を使った番組仕立てのトークが展開される。
|       | タイトル                          | 開催日         | 場所         | 会場             |
| ----- | --------------------------------- | -------------- | ------------ | ---------------- |
| vol.1 | 石田三成と過ぎたる城              | 2009年9月20日  | 東京・代官山 | HILLSIDE PLAZA   |
| vol.2 | 大谷吉継/義に生きた知勇兼備の名将 | 2009年10月17日 | 東京・新宿   | LOFT/PLUS ONE    |
| vol.3 | 伊達政宗 X'mas                    | 2009年12月26日 | 東京・新宿   | LOFT/PLUS ONE    |
| vol.4 | 島津義弘/とどまるな吾が心         | 2010年2月20日  | 東京・新宿   | LOFT/PLUS ONE    |
| vol.5 | 本能寺の変黒幕説2                 | 2010年10月30日 | 東京・代官山 | La Fuente 代官山 |

## 出演者

### 石田三成と過ぎたる城
概要：佐和山城の最新郷土研究情報について
- 出演：田附清子／小日向えり／寶樹／風楽丸
- 武者：英上総介／左馬之助（＆伊達軍団）
- 音楽：＊さくらゆき＊
- ｍｃ：鈴木智博／横田紘一

### 大谷吉継/義に生きた知勇兼備の名将
概要：大谷吉継の発祥地や武士道について
- 出演：坂本雅央／鈴木智博／風楽丸
- 武者：佐藤武
- 音楽：望月俊

### 伊達政宗 X'mas
概要：伊達政宗の生き様を解説
- 出演：志茂田景樹／小日向えり／真壁太陽／茶谷明茂／平本雄介
- 武者：左馬之助／aammee（織部正）／鯉狂勘助
- 音楽：Project TO-ON（Feat.江梨香）
- ｍｃ：鈴木智博

### 島津義弘/とどまるな吾が心
概要：島津義弘の合戦を軍事視点で解説
- 出演：家村和幸／木下居間守／小日向えり
- 武者：多聞
- 音楽：*さくらゆき*
- ｍｃ：鈴木智博

### 本能寺の変黒幕説２
概要：本能寺の変における明智光秀との共謀者を推理
- 出演：正子公也／岡野修身／松尾悟郎／柳瀬式
- 武者：左馬之助／佐藤武
- 音楽：Project TO-ON（Feat.江梨香）
- ｍｃ：鈴木智博／織田かずさ